# 심재윤 (1994년)
심재윤(沈載倫, 1994년 8월 19일 ~ )은 KBO 리그 전 NC 다이노스의 외야수이다.

## LG 트윈스시절
북일고등학교를 졸업하고 2013년 4라운드 37순위로 지명을 받아 입단했다.

## NC 다이노스시절
2013년 11월 22일에 열린 2차 드래프트에서 NC 다이노스로 이적하였다.

## 연봉
| 연도   | 연봉       | 인상율(%) | 비고   |
| ------ | ---------- | --------- | ------ |
| 2013년 | 2,400만 원 | 0         |        |
| 2014년 | 2,400만 원 | 0         |        |
| 2015년 |            |           | 군입대 |
| 2016년 |            |           | 군입대 |

## 출신학교
- 관산초등학교
- 소래중학교
- 북일고등학교